# Paul Ancel
Pour les articles homonymes, voir Ancel.
Albert Paul Ancel, né le 21 septembre 1873 à Nancy et mort à 27 janvier 1961 à Paris 17e, est un médecin et biologiste français, professeur d'anatomie à la Faculté de médecine de Nancy et d'embryologie à la Faculté de médecine de Strasbourg, pionnier de l'endocrinologie sexuelle avec Pol Bouin et auteur d'importants travaux de tératologie expérimentale.

## Aperçu biographique
Fils d'un pharmacien alsacien qui s'établit à Nancy après l'annexion, il entreprend des études de médecine. Il est reçu interne des Hôpitaux de Nancy en 1898, docteur en médecine en 1899 puis docteur ès sciences naturelles en 1904 (soutenant une thèse sur l'histogenèse sexuelle chez l'escargot). Il suit l'enseignement d'Adolphe Nicolas. Cette même année, il est professeur agrégé d'anatomie à la Faculté de médecine de Lyon (où il retrouve l'anatomiste Léo Testut) puis à Nancy en 1908. Il tient la chaire d'anatomie à Nancy de 1908 à 1919.
Après la Grande Guerre, le doyen Georges Weiss fait appel à lui pour être le premier détenteur de la chaire d'embryologie, spécialement créée à son attention, de la nouvelle faculté, tout comme Pol Bouin pour l'histologie. Il sera lui-même doyen de cette faculté entre 1929 et 1931. Pierre Vintemberger et Étienne Wolff y sont ses élèves et les continuateurs de son œuvre scientifique. Ils conduiront d'importants travaux de tératologie expérimentale.
Après sa retraite, il poursuit ses recherches à l'Institut de biologie physico-chimique de Paris, laboratoire associé au collège de France.

## Titres et distinctions

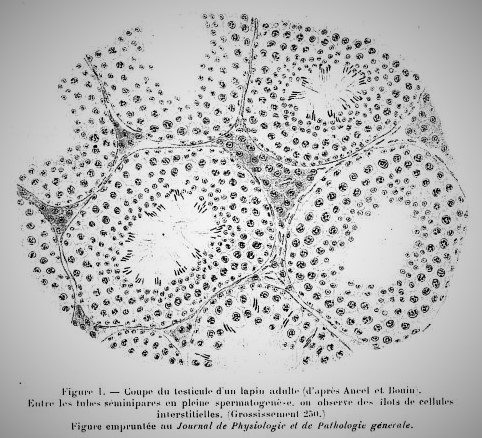
Coupe du testicule d'un lapin adulte (d'après Ancel et Bouin), Figure tirée de A. Branca, « La cellule interstitielle du testicule », La Presse médicale, 1905, N°64, p. 505-8, Texte intégral.

Il est membre de nombreuses sociétés et académies :
- Correspondant de l'Académie des Sciences (section de zoologie).
- Correspondant national de l'Académie nationale de médecine (23 mai 1939)[4]
- Membre de la Société de biologie.
- Membre étranger de l'Académie royale de Médecine de Belgique.

Il est le récipiendaire de plusieurs distinctions : 
- Chevalier de la Légion d'Honneur en 1921.
- Médaille militaire (pour sa participation à la guerre 1914-1918)
- Croix de guerre 1914-1918

## Travaux scientifiques
Dès la période nancéienne, il travaille avec Pol Bouin sur l'histologie de l'ovaire, du corps jaune et du testicule et de l'hypophyse.  Ils mettent en évidence le rôle endocrine capital du corps jaune. Par des expériences ingénieuses et rigoureuses, ils démontrent que les cellules interstitielles testiculaires (cellules de Leydig) sont à l'origine des caractères sexuels mâles par une sécrétion endocrine androgène. A Strasbourg, il développe avec ses élèves l'étude de la tératologie expérimentale notamment par l'exposition à des agents chimiques et aux radiations.

## Œuvres et publications
La liste complète de ses travaux comptent plus de trois cents publications.
- « Leçon d'ouverture du cours d'anatomie », in: Annales médicales de l’Est, 1908, 97-114, Texte intégral.
- Contribution à l'étude du péritoine dans ses rapports avec les artères ombilicales et l'ouraque, [Thèse de médecine, Nancy, 1899].
- Histogenèse et structure de la glande hermaphrodite d'"Helix pomatia", [Thèse de sciences naturelles, 1902].
- Précis de dissection, guide de l'étudiant aux travaux pratiques d'anatomie, 1906.
- La chimiotératogenèse : réalisation des monstruosités par des substances chimiques chez les vertébrés, Paris , G. Doin & Cie, 1950, 1 vol. (397 p.) : ill. ; 22 cm.
- Titres et travaux du Dr P. Ancel, [pour le Concours d'agrégation d'anatomie et physiologie], Nancy, impr. Berger-Levrault, 1904, Texte intégral.
- Notice sur les titres et travaux scientifiques du Dr P. Ancel, Lyon , Imprimeries Réunies, 1907, 1 vol. (115 p.) ; 28 cm, Texte intégral.

En collaboration
- avec Louis Sencert, « Sur l'importance chirurgicale des ligaments hépatiques accessoires », Archives provinciales de chirurgie, n° 2, février 1904.
- avec Pol Bouin :
  - « Recherches sur les cellules interstitielles du testicule des mammiferes », Arch de Zool Exp Gen, 1 (1903): 437-523.
  - La glande interstitielle du testicule chez le cheval, Librairie C. Reinwald, 1905.
  - « Sur le développement de la glande mammaire pendant la gestation et sa cause », Bull. Soc. Sci. Nancy, 1911, 85-92, Texte intégral téléchargeable .
  - « Hypertrophie ou atrophie de la glande interstitielle dans certaines conditions expérimentales », Compt. R. Soc. Biol, (1905).
  - « A propos de l'action biologique du corps jaune »,Gynécologie et obstétrique, 1926.
  - Quels sont les éléments testiculaires qui élaborent l'hormone sexuelle mâle ?, A. Marcus & E. Weber's Verlag, 1927.
- avec  P. Vintemberger et Pierre Charles: « Recherches sur le déterminisme de la symétrie bilatérale dans l'œuf des amphibiens », Paris , Laboratoire d'évolution des êtres organisés, 1948, 1 vol. (182 p.) : ill. ; 25 cm.
- avec S. LallemandSur la puissance tératogène comparée de quelques sulfamides, Clermont-Ferrand Paris , Impr. Paul Vallier, 1942, 1 vol. (43-45 p.) ; In-8.